# Ceratinopsis machadoi
Ceratinopsis machadoi là một loài nhện trong họ Linyphiidae.
Loài này thuộc chi Ceratinopsis. Ceratinopsis machadoi được František Miller miêu tả năm 1970.